# Cratere Joliot
Joliot è un grande cratere lunare di 172,79 km situato nella parte nord-occidentale della faccia nascosta della Luna, a nord del cratere Al-Biruni, a ovest-sudovest del cratere Lomonosov e a nordovest del cratere Hubble.
Il cratere giace nelle frange settentrionali di quella regione ricoperta di lava associata a sud con il Mare Marginis. Il cratere Lyapunov è congiunto al bordo occidentale. Altresì congiunto al confine nordovest, e così adiacente a Lyapunov, vi è il cratere Rayleigh. 
Posto appena oltre il terminatore, il cratere diventa visibile da Terra durante i periodi di librazione favorevole, senza poterne tuttavia osservare distintamente i dettagli.
Il bordo esterno del cratere Joliot è consumato e piuttosto danneggiato, soprattutto nelle sezioni a nord e a sud, dove le pareti esterne consistono in nulla più di creste irregolari e minuscoli crateri. Il margine del confine è maggiormente intatto verso est, ed in particolare ad ovest dove è stato puntellato dalle formazioni dei crateri adiacenti.
La superficie interna è stata ricoperta in passato da lava basaltica che ha lasciato un terreno relativamente livellato con un'albedo più bassa della zona circostante e così appare più scura. Parte della superficie è stata inoltre ricoperta da materiale appartenente alla raggiera del recente cratere Giordano Bruno a nordest.
Sulla superficie interna sono inoltre presenti i resti di numerosi crateri fantasma (detti palinsesti), con il maggiore che risulta allungato ad ovest della zona centrale. Proprio al centro del cratere si trova invece una formazione a picco.
Il cratere è dedicato al fisico francese Frédéric Joliot-Curie.

## Crateri correlati
Alcuni crateri minori situati in prossimità di Joliot sono convenzionalmente identificati, sulle mappe lunari, attraverso una lettera associata al nome.
| Joliot | Coordinate            | Diametro (in km) |
| ------ | --------------------- | ---------------- |
| P      | 22°20′24″N 91°59′24″E | 11,82            |